# Gepárd
A gepárd (Acinonyx jubatus) a macskafélék családjába tartozó Acinonyx nem egyetlen élő faja. Jellegzetes ragadozó, mely lopakodás vagy falkában vadászás helyett inkább gyorsasági fölényét kihasználva ejti el áldozatát. A gepárd a leggyorsabb szárazföldi emlős. Maximális sebessége egyes kutatások szerint rövid távon eléri a 110–120 km/óra sebességet, mások szerint viszont csak a 93 km/órát.

## Etimológia
Nemének tudományos neve, az Acinonyx, görögül azt jelenti „nem mozgó karom”, mivel karmai akkor is láthatóak maradnak, ha az állat visszahúzza őket, míg a fajnév, jubatus, jelentése latinul „sörényes”.
A magyar gepárd név (akárcsak a francia guépard vagy a német Gepard) az olasz gattopardo („párducmacska”) kifejezés módosulása, talán a középkori latinon keresztül. Angolul a gepárd neve „cheetah” (ejtsd: [tʃiːtə]). Ez az azonos jelentésű hindi csítá szó átvétele, amely talán a „pettyezett” jelentésű szanszkrit csitraka elnevezésből ered.

## Megjelenése

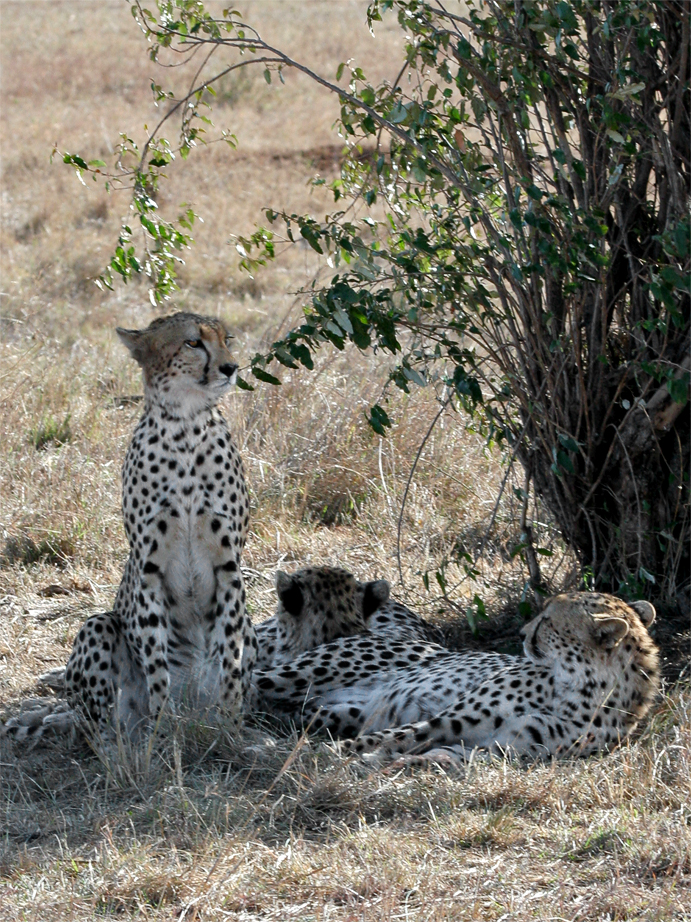
Gepárdok a Masai Mara Vadrezervátumban, Kenyában

A gepárd nagyon izmos, bár a teste karcsúnak és törékenynek tűnik. Mellkasa domború, míg a hasa mélyen behúzott. Kis feje, rövid orra és magasan ülő szemei, kis kerek fülei és a maximális oxigénbevitelhez nagy orrlyukai vannak. A gepárd szőre sárgás színű, fekete kerek pettyekkel, amely segíti az álcázásban. Az orra két oldalán fekete 'könnycsepp'-szerű minta húzódik lefelé a szemétől a szája sarkáig. A felnőtt állatok súlya 21–72 kg között mozog, testhossza 110–150 cm, farokhossza 60–84 cm.
A gepárdoknál előfordul a ritkás mintázatú mutáció, illetve a nagyobb, foltszerű, összeolvadó pettyekkel mintázott változat, mely királygepárd néven ismert. Egykor külön alfajnak tartották, ám ez csupán az afrikai gepárd egyik ritka színváltozata. A királygepárd színe miatt nehezebben él meg a vadonban, ám fogságban szaporodhatnak (lásd lejjebb).
Gyakran keverik össze a leopárddal, habár meg lehet őket különböztetni, például a gepárd orrának két oldalán húzódó könnycsepp alakú vonalakról, melyek a szeme sarkától a szájáig húzódnak. A gepárd testalkata is nagyban különbözik a leopárdétól, a legjellegzetesebb eltérés a gepárd vékony és kivételesen hosszú farka, amelynek a száguldás közbeni egyensúlyozásnál veszi nagy hasznát. A gepárd bundája sárgás, vagy barnássárga színű, 10–18 cm átmérőjű fekete pettyekkel tarkítva. A fehér hastájékon nincsenek pettyek és a farkán levő pettyek négy-hat sötét gyűrűvé olvadnak egybe. A gepárd farka gyakran bozontos fehér bojtban végződik. A hím gepárdok valamivel nagyobbak, mint a nőstények és a fejük is nagyobb, ám tulajdonságaik alapján nehéz különbséget tenni közöttük.
A gepárdok (a pumákhoz, hópárducokhoz és ködfoltos párducokhoz hasonlóan) tudnak dorombolni, ahogy beszívják a levegőt, de nem tudnak bőgni. Ezzel szemben az oroszlánok, tigrisek, leopárdok és jaguárok tudnak bőgni, de nem képesek dorombolni, kivéve a kilégzés során.
A gepárd mancsain csak félig visszahúzható karmok vannak (a macskafélék között csak a halászmacska és az iriomote-szigeti macska mutatja még ezt a jellegzetességet). A vissza nem húzható karmok nagyobb kapaszkodási lehetőséget biztosítanak nagy sebességnél, és segítenek a gyorsulásnál és a manőverezésben, így ugyanazt a célt szolgálják, mint a kutyák karmai. A gepárd karmainak ízületi felépítése ugyanolyan, mint a többi macskafélének, egyszerűen csak nincs meg az a bőr- és szőrhüvely, ami elrejti a karmokat. A fűköröm kivételével, a gepárd karmai sokkal rövidebbek és erősebbek, mint a többi macskaféléé.

## Elterjedés, alfajok
Vadon élő gepárdok elsősorban Afrikában találhatóak, ám korábban Észak-Indiára is kiterjedt az élőhelyük. A gepárdok a nyílt területeket, például a félsivatagot, a szavannát és a bozótos síkságokat kedvelik. Eltekintve attól a nagyjából 200 egyedtől, mely az iráni Horaszán tartomány területén él, a gepárdok elterjedése mára egyértelműen Afrikára korlátozódott.
A gepárdnak jelenleg az alábbi öt alfaját ismerik el:
- Acinonyx jubatus fearsoni – Kelet-Afrika
- Acinonyx jubatus hecki – Észak-Afrika nyugati része
- Acinonyx jubatus jubatus – Dél-Afrika
- Acinonyx jubatus soemmeringii – Észak-Afrika keleti része
- Acinonyx jubatus venaticus – Irán (korábban Észak-Afrikától Közép-Indiáig)

A Acinonyx jubatus venaticus alfaj csak Iránban fordul elő. 1990-ben a Times of India című lapban beszámoltak Kelet-Indiában látott gepárdról. Van rá esély, hogy néhány példány még maradt Indiában, ám ez eléggé kétséges. Az utóbbi évtizedben érkeztek beszámolók az ázsiai gepárdról Pakisztán déli részéről, Beludzsisztán tartományból is.

## Evolúció

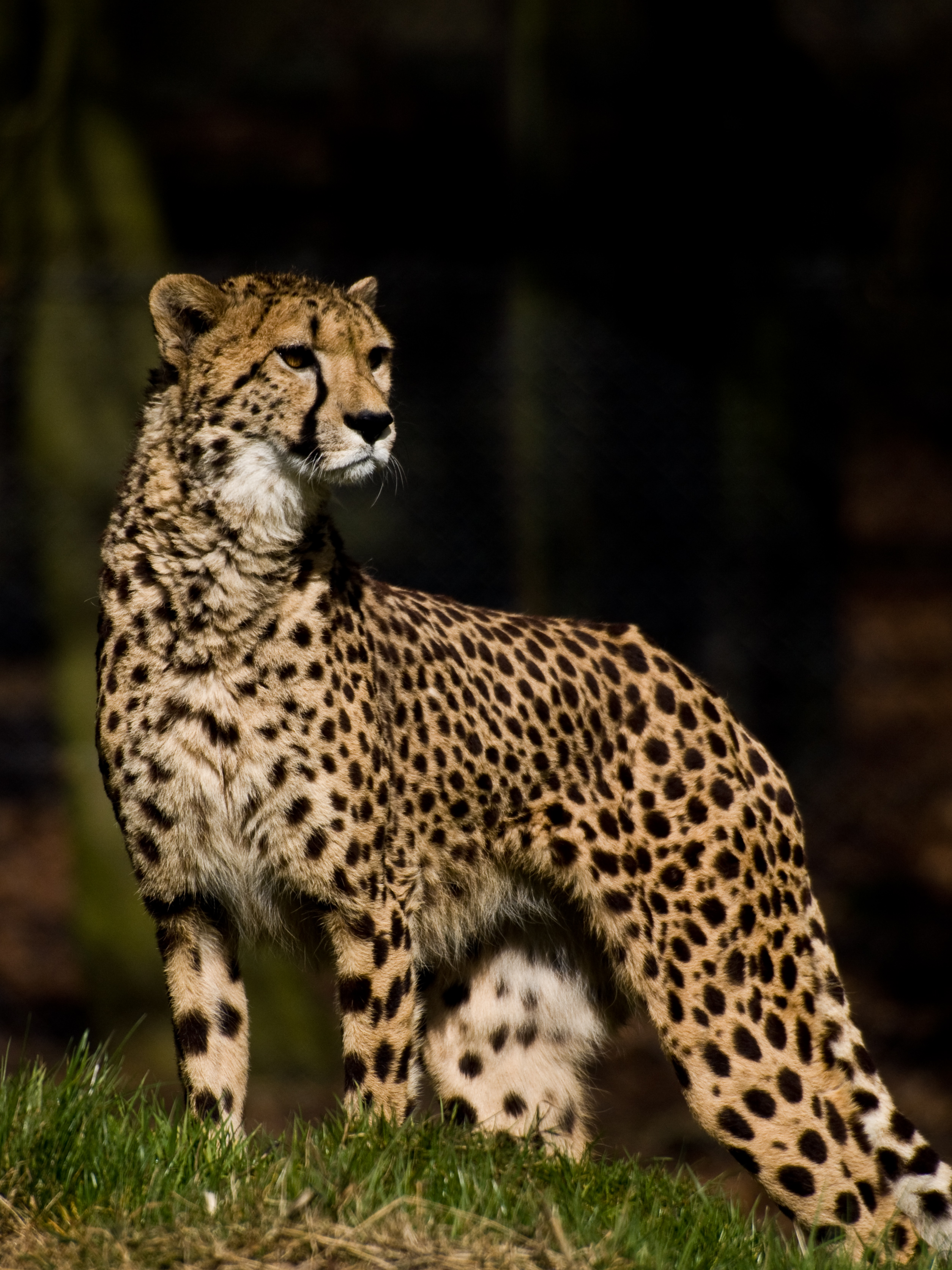

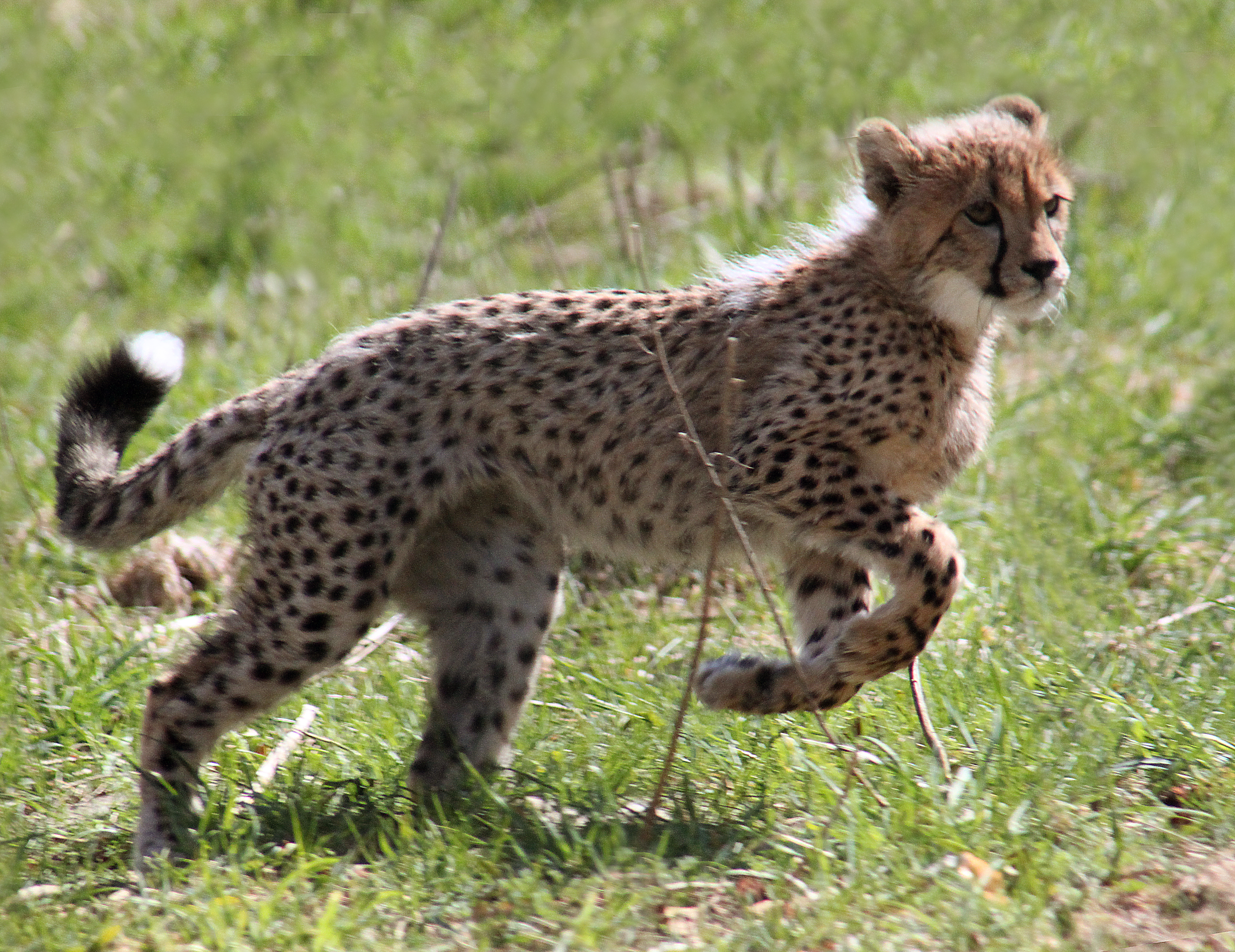

A gepárd valószínűleg Afrikában alakult ki, a miocén korban (26–7,5 millió évvel ezelőtt), mielőtt eljutott volna Ázsiába. Az újabb kutatások szerint az összes létező macskaféle közös őse Ázsiában, körülbelül 11 millió évvel ezelőtt alakulhatott ki. Ez az eredmény megváltoztathatja és tökéletesítheti a gepárd fejlődéséről alkotott ismereteinket.
A mára kihalt rokon faj, az Acinonyx pardinensis (pliocén kor), sokkal nagyobb volt, mint a mai gepárdok és Európában, Indiában és Kínában élt, akárcsak az Acinonyx intermedius (középső pleisztocén kor). A kihalt rokon Miracinonyx nem fajainak (késő pliocén) szintén gepárdszerű alkata volt, ezért „észak-amerikai gepárd” néven váltak ismertté.

### Rendszertani besorolás
A gepárdot macskafélék (Felidae) családján belül a macskaformák (Felinae) alcsaládjába sorolják. Egy ideig az a nézet volt elterjedt, hogy nem tartozik a macskaformák közé, hanem önálló alcsaládot, a gepárdformák (Acinonychinae) alcsaládját képezi, mivel sok tulajdonságában eltér a többi macskaformák közé sorolt fajtól. Ilyenek például a nem visszahúzható karmok, hosszú végtagok, viszonylag nagy test és az átlagosnál karcsúbb alak. A kutatások szerint azonban ezek ellenére is a macskaformák közé sorolandó, ezt támasztják alá a legújabb DNS-vizsgálatok is, melyek szerint a gepárd legközelebbi élő rokonai a puma és a jaguarundi.

### Genetikai tulajdonságok
A gepárdoknak szokatlanul alacsony genetikai variabilitása és magas az abnormális spermiumok száma. A rokonságban nem álló gepárdok között végzett bőrátültetés is ezt mutatja, hiszen a donor bőrt nem veti ki magából a másik példány teste. Ez azért lehetséges, mert az utóbbi jégkorszak alatt végbement genetikai beszűkülést követő hosszadalmas időszak alatt egyfajta beltenyészet alakult ki, ami az úgynevezett palacknyak-effektushoz (bottleneck effect) vezetett.

## Szaporodás és szociális élet

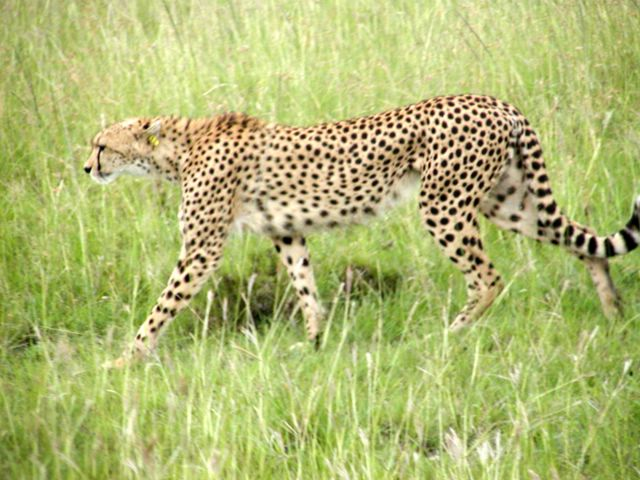
Őrjáratozó gepárd, Kenya

A gepárdok 20–24 hónapos korukra lesznek ivarérettek. A szaporodási időszak egész éven át tart. A nőstények 90–95 napos vemhességi időszakot követően 1–5 kölyköt hoznak világra. A kölykök az oroszlán, tigris, jaguár és leopárd kölykeivel ellentétben „kiscica-szerűek”, a házi macska kölykeihez hasonlóak. Súlyuk születéskor 150–300 gramm. Sok macskafélétől eltérően a gepárdok megszületésükkor már viselik jellegzetes pettyeiket. A gepárdkölykök nyakát sörényszerű pelyhes bunda borítja, mely akár szürkésfekete is lehet, ez a szőrzet kihullik, ahogy a gepárd idősebb lesz. A halálozási arány az első hetekben nagyon magas, akár a kölykök 90%-át is megölhetik az oroszlánok, hiénák (a gepárd természetes ellenségei) vagy akár sasok. A születést követően 13–20 hónapos korukban hagyják el anyjukat.
Más macskafélével ellentétben a felnőtt nőstényeknek nincs valós területük, és láthatóan kerülik egymást, habár néhány rövid ideig együtt élő anya–lánya párost már megfigyeltek. A hímek néha kisebb csoportokba verődnek, különösen akkor, ha egy alomból származnak. Ezek a csoportok gyakran két vagy három testvérből állnak. A szövetséges hím gepárdok sokkal sikeresebben védik és tartják meg területüket, mint ha egyedül élnének. Élettartamuk a vadonban átlag 12 év, mivel öregkorukra a gyorsaságukat elveszítik, de fogságban több (akár 20 év) is lehet.

## Táplálkozás

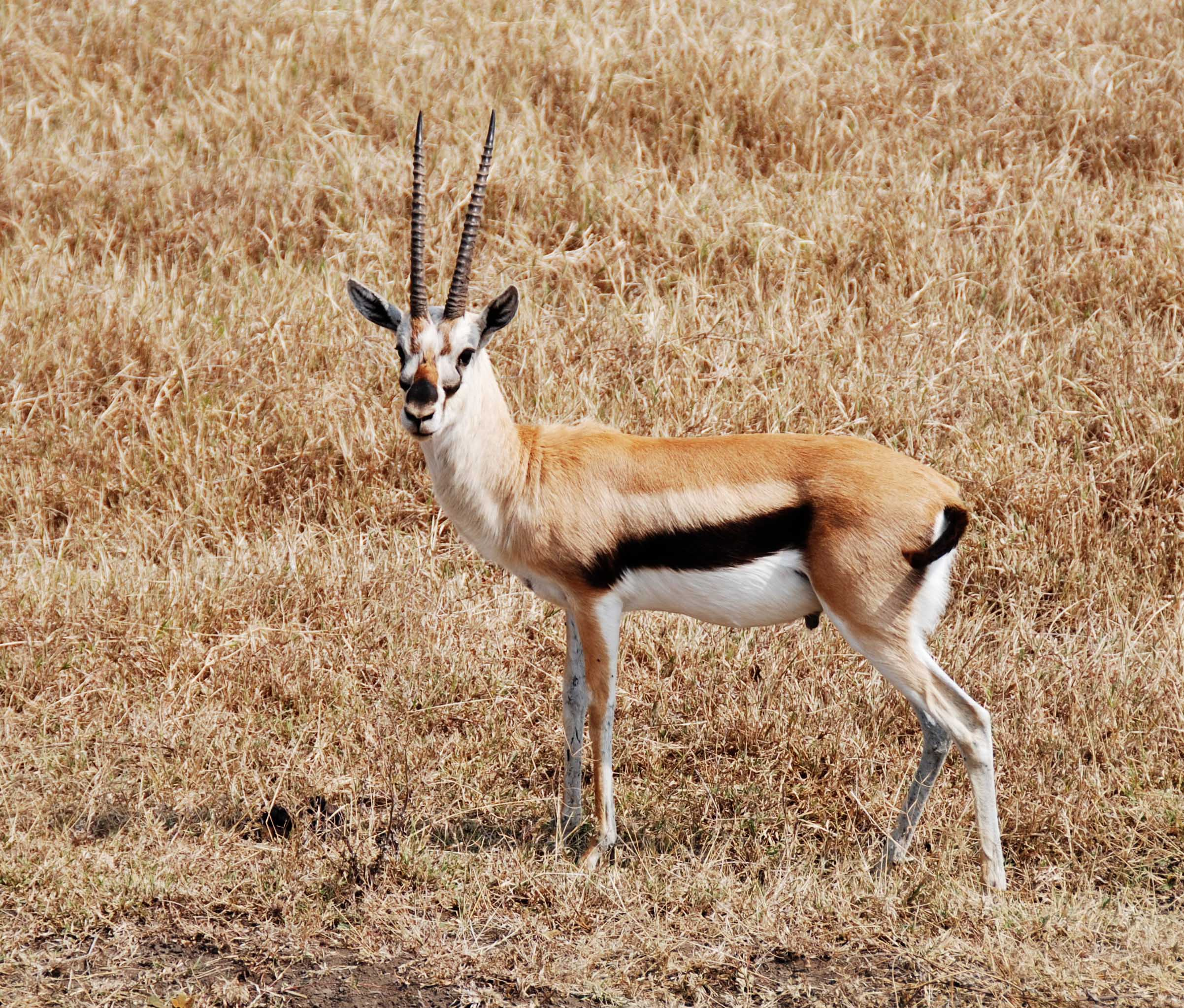
A gepárd egyik legfőbb zsákmányállata a Thomson-gazella

A gepárdok leginkább a 40 kg-nál kisebb tömegű emlősökkel táplálkoznak, például Thomson-gazellával és impalával. Ha a gepárdok többen vannak, gnúra is vadásznak, különösen a borjakra. Gyöngytyúkot és vadnyulat is elejtenek olykor. Míg a többi nagymacska főként éjjel vadászik, a gepárd nappali vadász. Leggyakrabban kora reggel vagy alkonyatkor néz élelem után, amikor nincs meleg, de már/még elég világos van. A gepárdok inkább hagyatkoznak látásukra, mint szaglásukra.
A zsákmányt lopakodva közelítik meg 10–30 méterre, azután támadnak. A farkukat használják egyensúlyozásra, szükség esetén így éles kanyarokat is be tudnak venni. A hajsza gyakran kevesebb, mint egy percig tart, és ha a gepárd elhibázza, inkább felhagy az üldözéssel, hogy ne veszítsen energiát. A másik ok, amiért feladja az üldözést, hogy testhőmérséklete ilyenkor olyan magasra emelkedik, hogy az üldözés folytatása az életébe is kerülhet. Ezért pihennek még akkor is a gepárdok, ha elejtették a zsákmányt. Nagyjából a hajszák fele jár sikerrel. Áldozatát úgy öli meg, hogy az üldözés alatt elbuktatja, majd addig harapja a torok alsó részét, amíg az meg nem fullad, mivel nem elég erős, hogy eltörje fő zsákmányállata, a gazella nyakát. Ezután elkezdi felfalni zsákmányát olyan gyorsan, amennyire csak lehetséges, hogy megelőzze a közelben tartózkodó oroszlánokat és hiénákat.

## Sebessége
Vadászat közbeni maximális sebességével a világ leggyorsabb szárazföldi emlőse, nem repülő szárazföldi állata. Maximális sebességét az 1950-es és 60-as évek kézi, stopperórás mérései 110–120 km/óra körül feltételezték, az adatok világszerte ismertté váltak. Bár a mérések nem feleltek meg a tudományos vizsgálatok feltételeinek, az adatokat a köztudatban évtizedeken keresztül tudományosan elfogadott tényként kezelték. A legújabb műholdas-számítógépes technikával végzett vizsgálat 93 km/óra sebességet állapított meg.

### Severin mérés - 1957
Az első mérést 1957-ben Kurt Severin fotós készítette egy gepárd sebességének lemérésével, startpisztoly és stopper használatával egyszerű körülmények között. Mérésében egy felfordított kerékpár kézzel tekert kerekével, damillal húztak egy hússzagú zsákot 73 méteres távon. Severin 112 km/óra sebességet mért. Eredménye az Outdoor Life magazin cikkében jelent meg, széles körben ismertté vált, majd évtizedeken keresztül tudományos tényként kezelték.

### Sharp mérése - 1965
1965-ben N..C. Craig Sharp állatorvos Kenyában 3 futás stopperes mérését végezte el. Egy farmon befogva tartott gepárdok sebességét mérte le Land Roverrel húzott húscsali segítségével. Sharp stopperrel mérte az állatok áthaladását a 201 méteres pálya start- és célvonalán. Eredményei 7,0; 6,9 7,2 másodperc voltak. Átlagosan tehát 102 km/óra maximális sebességet mért. Eredményét nem publikálta, feltételezve hogy képzett kutatóknak tudományosan precízebb módszerekkel mért vizsgálatai vannak e tárgyban. Végül 1997-ben a Journal of Zoology-ban tették először közzé mérését.

### Attenborough vizsgálat - 2015
2015-ben David Attenborough csoportja a legújabb műholdas-számítógépes technikával követve 367 gepárd vadászat közbeni sebességét 93 km/órás legmagasabb sebességet állapított meg. A 2015-ben a BBC Earth tévécsatornán A természet furcsaságai David Attenborough-val című sorozat részeként publikált vizsgálatban speciális, GPS-szel ellátott, napelemmel működő nyakörvet tettek az állatok nyakába, és számítógépen elemezték a természetes életüket élő ragadozók mozgását. A műholdas vizsgálat azt is megállapította, hogy a gepárdok kör vagy ellipszis alakú pályára kényszerítve üldözik és kapják el zsákmányukat.

## Színváltozatok, mutációk

### Királygepárd

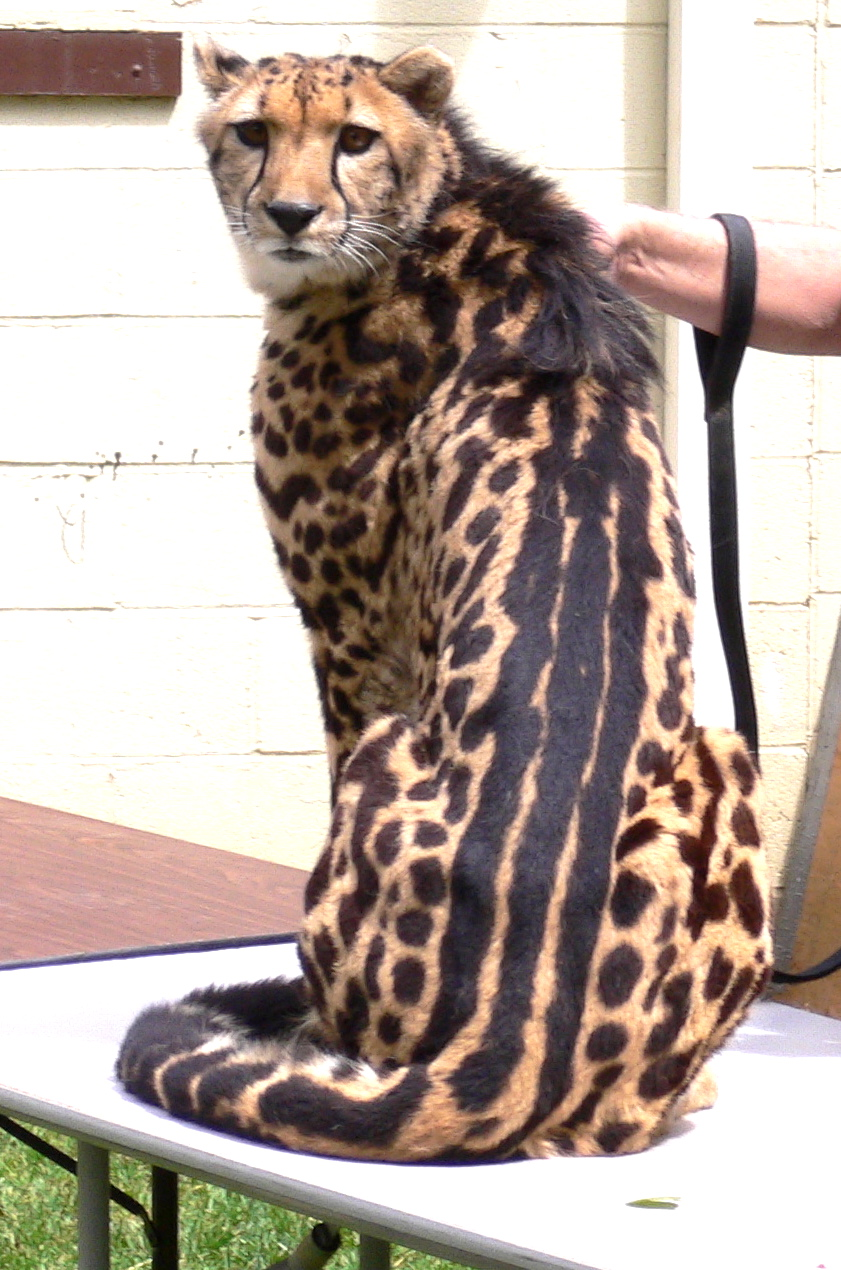
Királygepárd

A királygepárdot először 1926-ban Zimbabwében jegyezték fel. 1927-ben Reginald Innes Pocock természettudós külön fajként sorolta be, ám bizonyítékok hiányában ezt az állítást 1939-ben törölték. 1928-ban egy Lord Rothschild által vásárolt bőrön úgy találták, hogy mintázatában a királygepárd és a pettyes gepárd között áll, és Abel Chapman úgy ítélte meg, hogy ez a pettyes gepárd egy színváltozata. 1926 és 1974 között 22 ilyen bőrt találtak. 1927 óta vadonban élő királygepárdról ötször számoltak be. Habár nagyon jellegzetes bőrök érkeztek Afrikából, élő királygepárdot csak 1974-ben tudtak lefényképezni a dél-afrikai Kruger Nemzeti Parkban. Egy 1975-ben vezetett expedíció alkalmával Paul és Lena Bottriell kriptozoológusok fényképeztek le egy egyedet, amelyet kitömés céljából el is ejtettek. Nagyobbnak tűnt, mint egy pettyes gepárd és bundájának is más szerkezete volt. 1986-ban egy másik vadon élő példányról érkezett bejelentés – 7 év után az első. 1987-ben 38 példányt tartottak számon, a legtöbbet lenyúzott bőr formájában.
A külön faj nézetét 1981-ben vetették el, amikor Dél-Afrikában a De Wildt Gepárd Központban királygepárd született. 1981 májusában két pettyes gepárd nőstény ellett meg, és mindkét alomban volt egy királygepárd. A nőstényeket egy a vadonban befogott hímmel pároztatták, mely a Transvaal területről származott (ahol a királygepárdot is feljegyezték). A központban később további királygepárdok is születtek. Ezt a mutációt Zimbabwében, Botswanában és Dél-Afrika Transvaal tartományának északi részében is feljegyezték.

### Gyapjas gepárd
A gyapjas gepárd a gepárdok egy olyan változata, melynek hosszabb, sűrűbb bundája van. Számtalanszor számoltak be róla, és sokáig külön fajnak hitték. A jelentések az 1800-as évekből származnak, amikor a szokatlan egyedeket inkább lelőtték, minthogy élve fogságba ejtették volna, és így kétségtelenül eltüntették a mutációt. A gyapjas gepárdoknak vastagabb testük és erősebb lábaik voltak, mint a közönséges gepárdoknak – úgy vélték, ezt csupán a hosszú szőr okozta optikai csalódás. Sűrű, gyapjas szőrzettel rendelkeztek, különösen a farok és a nyak környékén, ahol nyakszőrzetet vagy sörényt alkottak. A hosszú bunda miatt az átlagos pettyes gepárd mintázata alig volt kivehető és az állatok színe halvány sárgásbarna volt sötét, kerek foltokkal. A macskaféléknél a hosszú bundát egy recesszív (rejtett) gén okozza, így a gén még mindig jelen lehet néhány egyedben. Mivel azonban a gepárd génállománya szokatlanul egyforma, a hosszú szőrű gepárdok hiánya azt jelentheti, hogy a mutáció nagy valószínűséggel kihalt.
1877-ben a londoni Zoológiai Társaság tagja, Philip Sclater írta le az állatkert akkori szerzeményeit: 

„Leginkább egy gepárdhoz hasonlít, ám testben erősebb, rövidebb, erősebb lábai vannak, és sokkal vastagabb farka. Amikor felnő, valószínűleg nagyobb lesz egy gepárdnál, és már most is nagyobb, mint ezen állatok birtokunkban levő három példánya. A bundája sokkal gyapjasabb és sűrű, mint a gepárdé, mely főként a füleken, sörényen és farkon észlelhető. Az egész teste halvány krémszínű, a hastájékon és az alsó részen halványabb, ám a kerek, sötét, vörösesbarna foltok az egész testet lefedik, beleértve a hasat is. Nyoma sincs azoknak a fekete pettyeknek, mely olyan feltűnő a gepárdok összes változatánál, melyeket valaha láttam, sem a jellegzetes fekete vonalaknak a száj és a szem között.”

Habár foltosnak írta le, a gepárdot ábrázoló festményen az állat pettyes, és a művész hibásan „szemvonallal” ábrázolta, mely a szóban forgó egyeden nem volt látható. 1878-ban tettek jelentést a második gyapjas gepárdról, mely egy kitömött példány a Dél-afrikai Múzeumban. Mind a londoni, mind a dél-afrikai egyedekről szóló beszámoló Beaufort Westtől származik. 1884-ben egy harmadik bőrt hoztak ugyanarról a területről, melyről úgy gondolták, hogy még kevesebb pettye van és kicsivel kisebb az előzőeknél. Az 1880-as évekre a trófeavadászok kipusztították a gyapjas gepárdot.

A Harmsworth Natural History-ban (1910) R. Lydekker írt a „vadászgepárdról”, amely a következőkben különbözött az átlagos gepárdtól: 

„A dél-afrikai vadászgepárd abban különbözik az indiai egyedektől, hogy teste tömzsibb, vastagabb farka és sűrűbb, gyapjasabb bundája van, a szőr a nyakon, a füleken és a farkon a leghosszabb.”

 Ezt a gyapjas „vadászgepárd”-ot leírója külön fajként sorolja be (Cynaelurus lanius), ám ez leginkább csak egy helyi alfaj lehetett.

### Egyéb változatok
Más ritka színváltozatok is előfordulnak, ilyenek a tarka gepárdok, melanózisos (fekete) gepárdok, albínó (fehér) gepárdok és szürkés színű gepárdok. A legtöbb ilyen színváltozatról az indiai gepárdok esetében tettek említést, főként a vadászatra tartott, fogságba ejtett egyedeknél.

A feljegyzések szerint az indiai mogul uralkodónak, Dzsahángírnak egy fehér gepárdot ajándékoztak 1608-ban. Az uralkodó emlékirataiban számol be erről az esetről, uralkodásának harmadik évében: 

„Rádzsa Bir Szingh Deo hozott nekem egy fehér gepárdot, hogy megmutathassa azt. Habár más teremtményeknek, madaraknak és ragadozóknak egyaránt van fehér változatuk … mégsem láttam még soha fehér gepárdot. Pettyei, melyek (leginkább) feketék, kék színűek voltak és fehér bundájában szintén volt valami kékes árnyalat.”

 Ez valószínűleg egyfajta csincsilla típusú mutáció volt, amely korlátozza a pigmentmennyiséget a szőrben. Habár a pettyeket fekete pigmentanyag képezi, a pigmentáció hiánya elmosódott, szürkés hatást kelt. Dzsahangir agrai fehér gepárdja mellett Beaufort West is említést tett „fellépő albinizmusról”, Guggisberg alapján.
„Nature in East Africa” című levelében H. F. Stoneham említést tett melanózisos gepárdról (fekete alapon „szellemszerű” mintával) Kenya Transz-Nzoia körzetében, 1925-ben. Vesey Fitzgerald is látott melanózisos gepárdot egy pettyes gepárd társaságában Zambiában. Vörös (eritrites) gepárdoknál aranyszínű alapon sötét homokszínű pettyek vannak. A krémszínű (isabelline) gepárdoknak halvány vörös pettyeik vannak fakó alapon. Néhány sivatagos területen élő gepárd szokatlanul halvány színű. Valószínűleg így jobban tudják álcázni magukat és ezért eredményesebben vadásznak, és még valószínűbb, hogy párosodásnál átörökítik ezt a fakó színváltozatot. Kék (máltai kék vagy szürke) gepárdokat különféle variációkban jegyeztek fel, például fehér gepárdokat szürkéskék pettyekkel (csincsilla típus) vagy halványszürke gepárdokat sötétszürke pettyekkel (máltai kék mutáció). Feljegyeztek már egy pettyek nélküli gepárdot is Tanzániában, 1921-ben (Pocock), ennek csupán a nyakán és hátán látszott néhány petty, és azok is szokatlanul kicsik voltak.

## Gazdasági jelentőség

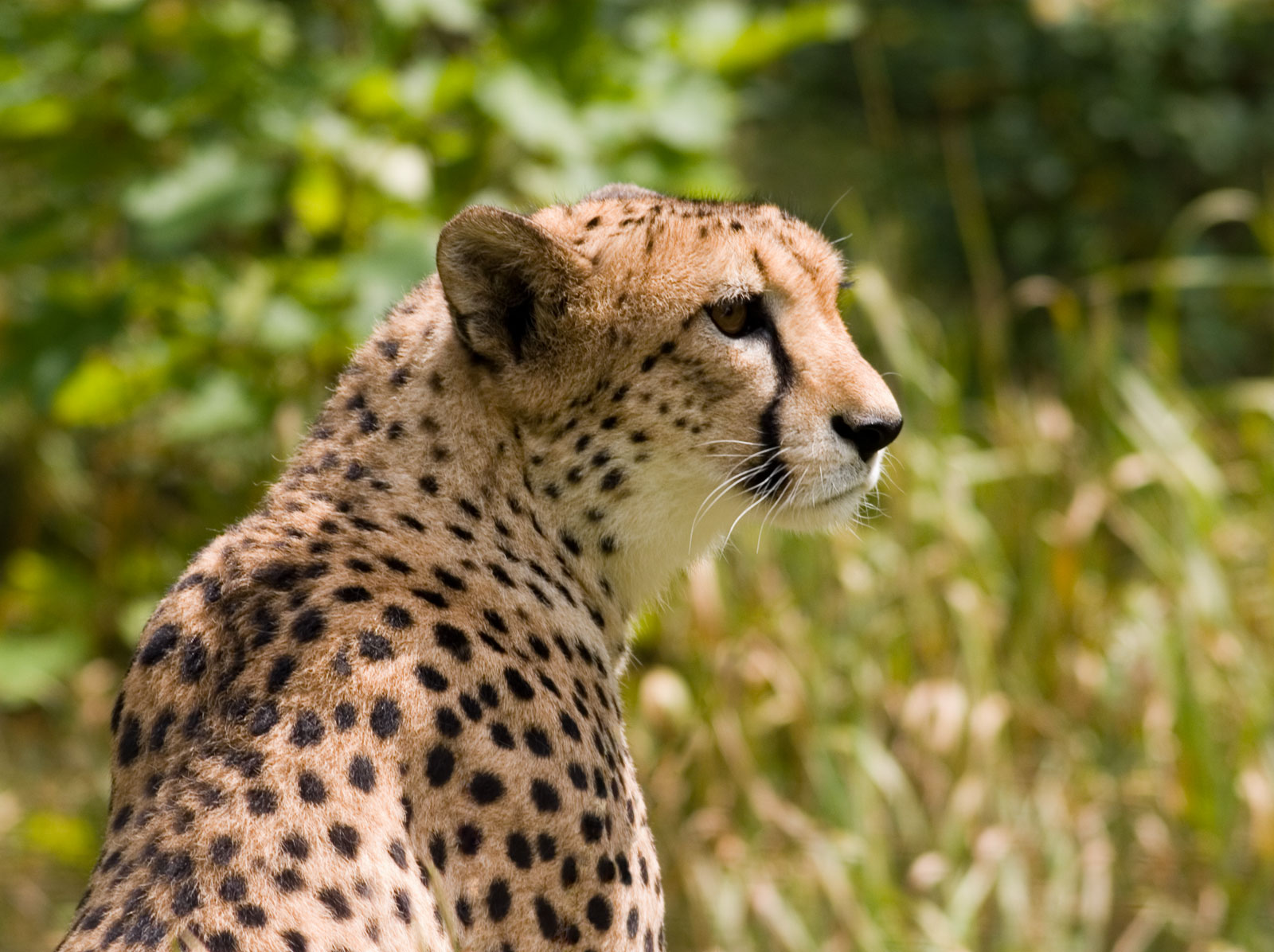

A gepárd bundája régebben státusszimbólumnak számított. Napjainkban megnőtt a faj gazdasági jelentősége az ökoturizmus miatt, és ma már az állatkertekben is gyakorinak mondható. Mivel a gepárdok kevésbé agresszívek és veszélyesek, mint a többi nagymacska, a kölyköket néha háziállatként adják el. Ez a fajta kereskedelem illegális, mivel a nemzetközi egyezmények tiltják a vadállatok vagy a kihalás szélén álló fajok magántulajdonban tartását.
A gepárdokat korábban vadászták, és néha napjainkban is vadásszák, mivel a helyi földművesek úgy vélik, hogy pusztítják a jószágot. Amikor a fajt veszélyeztetetté nyilvánították, kampányokat indítottak annak érdekében, hogy megpróbálják felvilágosítani a parasztokat és rábírni őket a gepárdok megóvására. A jelenlegi bizonyítékok azt igazolják, hogy a gepárd, ha teheti, inkább nem támadja és eszi meg a haszonállatokat, hanem sokkal jobban kedveli a vadhúst, azonban élőhelyei részben mezőgazdasági területekkel is egybeesnek, ami további konfliktushoz vezethet.
Az ókori egyiptomiak háziállatként tartották, megszelídítették és vadászatra képezték ki a gepárdokat. Az állatokat alacsony oldalfalú kocsikon vitték ki a vadászmezőre vagy lóhátról vezették sisakban és a szemüket bekötve. Pórázon tartották őket, amíg a kutyák felhajtották a zsákmányt. Amikor az áldozat már elég közel volt, elengedték a gepárdokat és szemfedőjüket eltávolították. Ez a hagyomány az ókori perzsák körében is divatos volt, és India-szerte is elterjedt. Ezt a gyakorlatot a huszadik századi indiai hercegek is folytatták: a gepárdok a fenségességet és eleganciát jelképezték.
A történelem során más országok uralkodói is tartottak gepárdot háziállatként, például Dzsingisz kán és Nagy Károly. Az utóbbi arról volt híres, hogy palotáját gepárdokkal népesítette be. Az 1930-as évek táján Abesszínia uralkodója, Hailé Szelasszié gyakran fotóztatta magát pórázon tartott gepárdjával.

## Természetvédelmi helyzete

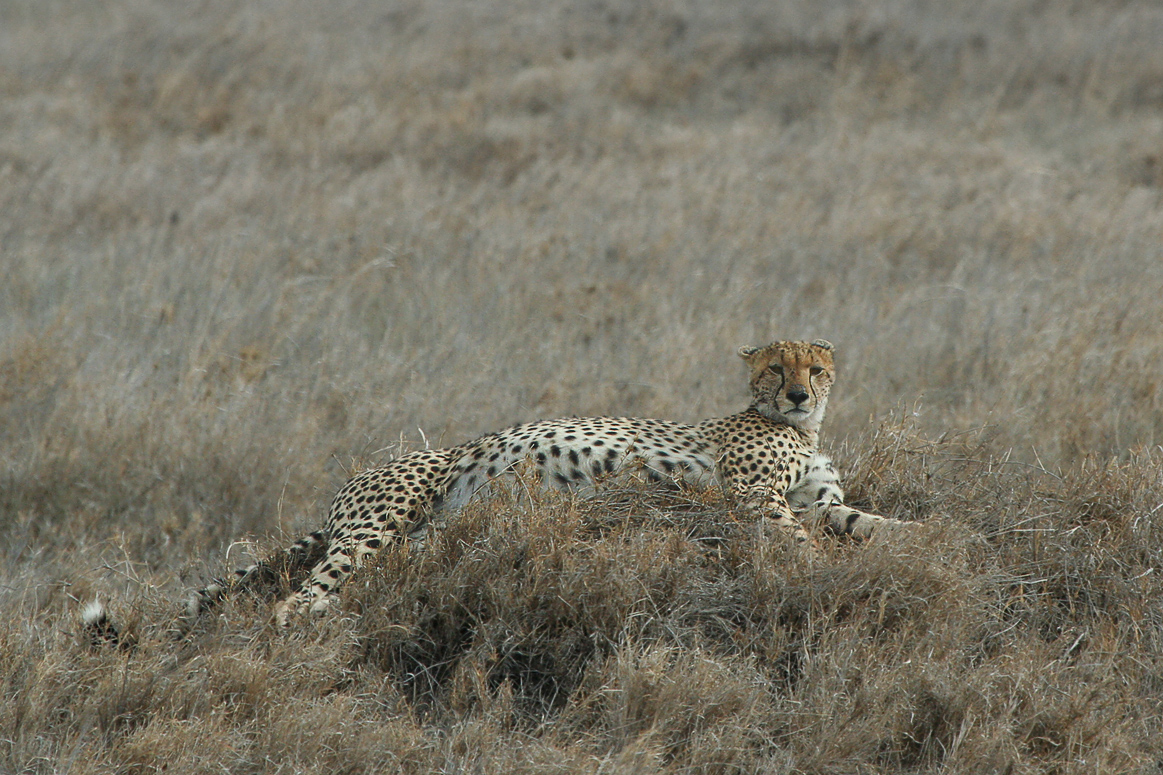
Gepárd a Serengeti Nemzeti Parkban, Tanzániában

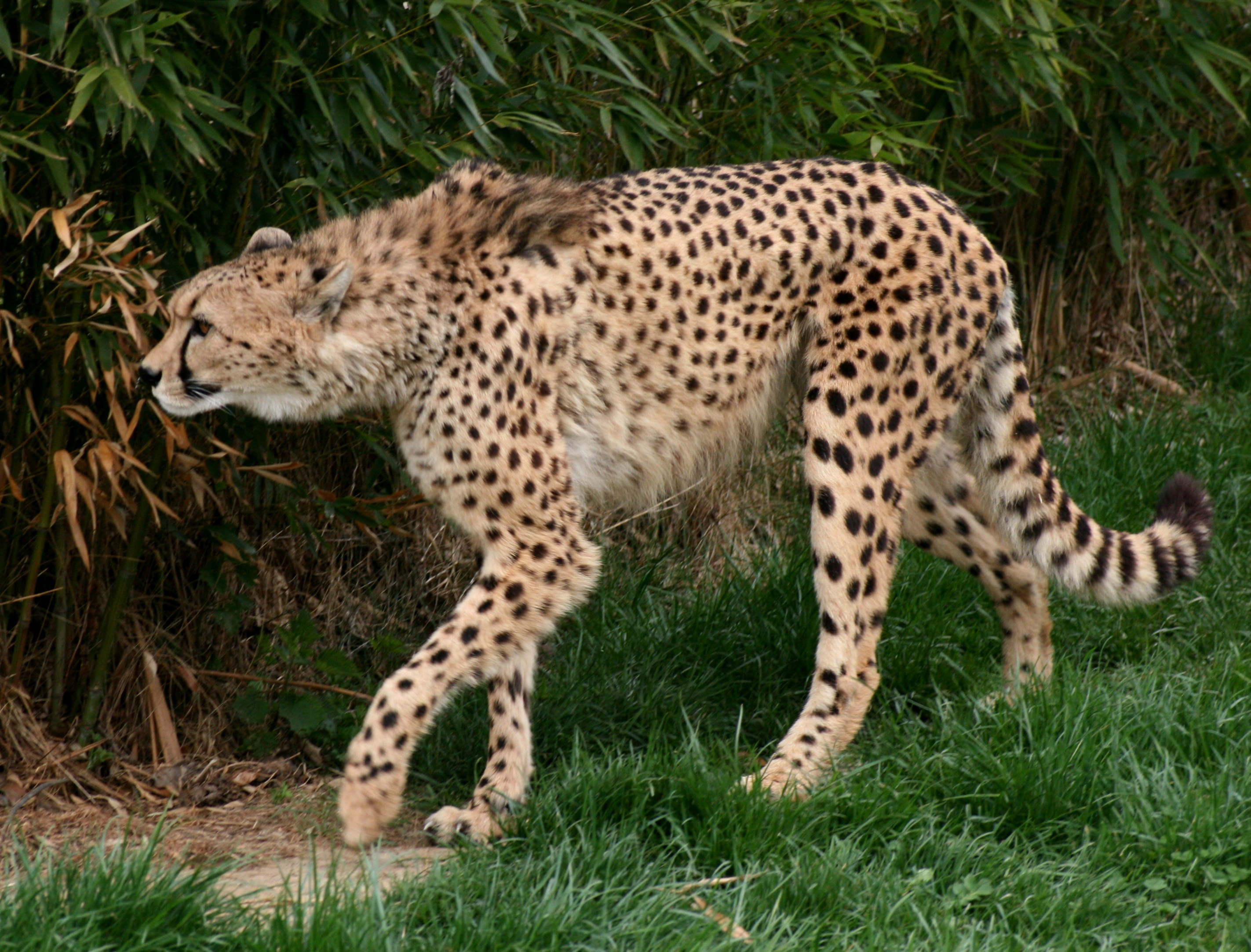
Gepárd az ausztriai herbersteini állatkertben

A gepárd sok helyütt a kihalás szélére sodródott. Az összes nagymacska közül ezt a legnehezebb új környezetbe telepíteni, fogságban nehezen szaporítható, ám néhány állatkertben már sikerült. Míg egykor a bundája miatti vadászat, mostanra a területének és zsákmányállatai állományának csökkenése miatt került veszélybe.
25 afrikai országban körülbelül 12 400 gepárd él vadon, többségük Namíbiában, mintegy 2500 egyed. Valószínűleg további 100–200 egyed maradt fenn Iránban.
A gepárdkölykök halandósága nagyon magas a genetikai tényezők és a gepárddal versengő olyan ragadozók miatt, mint az oroszlán és a hiéna. Néhány biológus úgy gondolja, hogy túl nagy a beltenyészet ahhoz, hogy eredményesen szaporodhassanak. A mesterséges megtermékenyítéssel végzett tenyészprogramok ugyanakkor világszerte számos állatkertben sikerrel jártak.
A Természetvédelmi Világszövetség (IUCN) Vörös listája szerint a gepárd afrikai alfaja sebezhető státuszú, az ázsiai alfaja pedig kihalóban van. A gepárd az amerikai CITES (Egyezmény a veszélyeztetett vadon élő növény- és állatfajok nemzetközi kereskedelméről) veszélyeztetett állatfajokat felsoroló, I. függelékében is szerepel.
Az Európai Állatkertek és Akváriumok Szövetsége (EAZA) a faj kritikus és egyre romló természetvédelmi helyzete miatt döntött a Gepárd Fajmegmentési Program (Gepárd EEP) elindítása mellett 1992-ben. Jelenleg a világ állatkertjeiben kb. 1500 gepárd él, ebből az európai programban közel 80 állatkert mintegy 370 egyede vesz részt, amelyeknek ősei (91 egyed) két területről, Dél- és Észak-Afrikából származnak.
Az EEP célja egy stabil állomány létrehozása, amely megőrzi a genetikai változatosságát, a szaporulat révén lehetővé teszi, hogy több állatkert is bemutathassa a fajt, és egyben felhívja a figyelmet a gepárdok kritikus helyzetére.
A gepárdot nem különösebben nehéz fogságban tartani, viszont nagyon nagy a mozgásigénye és ez az, amit a legtöbb állatkert nehezen tud biztosítani neki, ezért jóval ritkábban látható állatkertekben, mint a többi nagymacska.
Magyarországon 2013-ban még csak két állatkert, a nyíregyházi és a szegedi mutatta be ezen ritka fajt.
A Nyíregyházi Állatparkban él egy fiatal pár, melyek 2007 tavaszán érkeztek a varsói állatkertből, valamint a Szegedi Vadasparkban látható két hím egyed 2008 májusa óta.

## Gepárdok a kultúrában

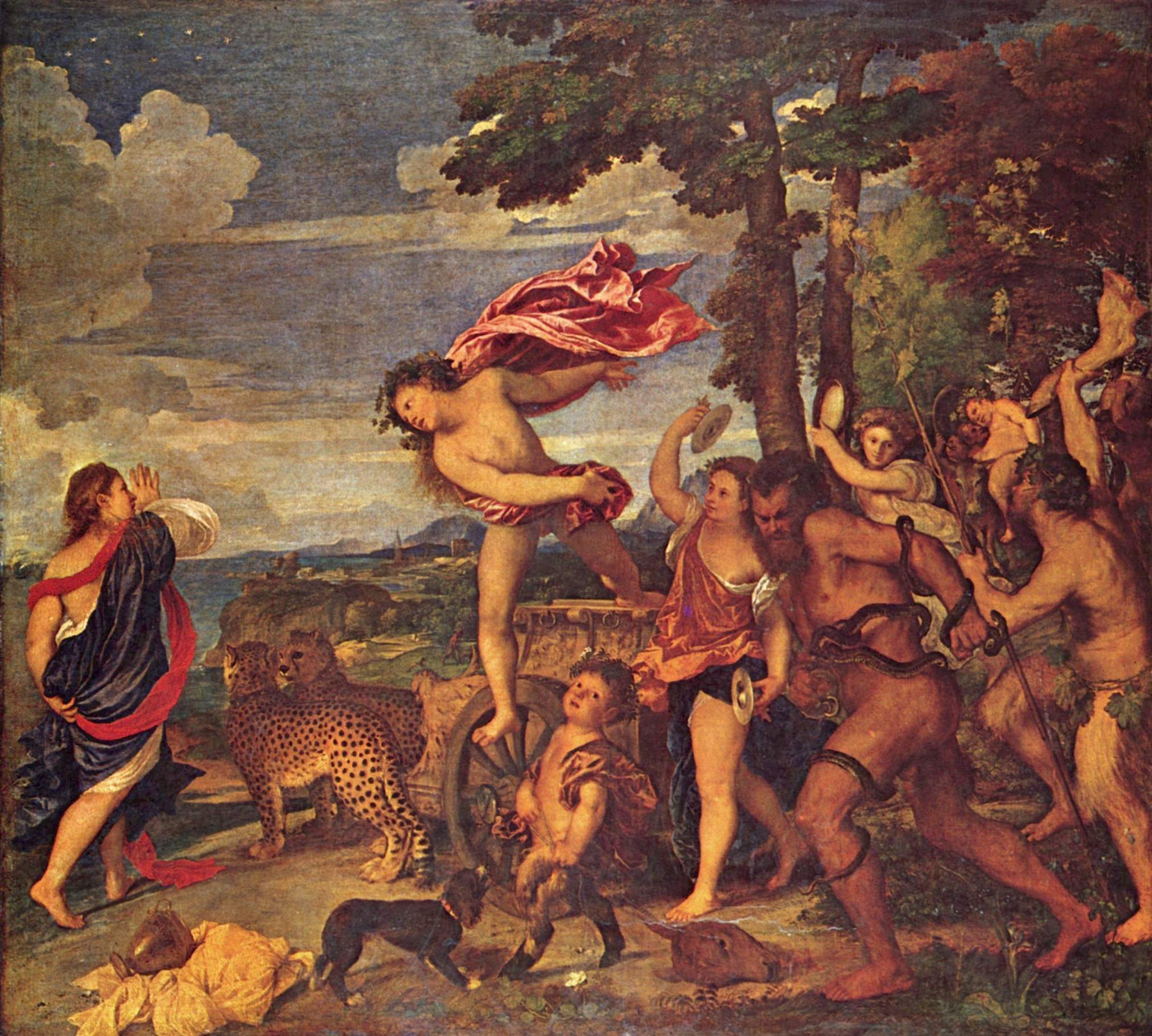
Tiziano: Bacchus és Ariadné, 1523

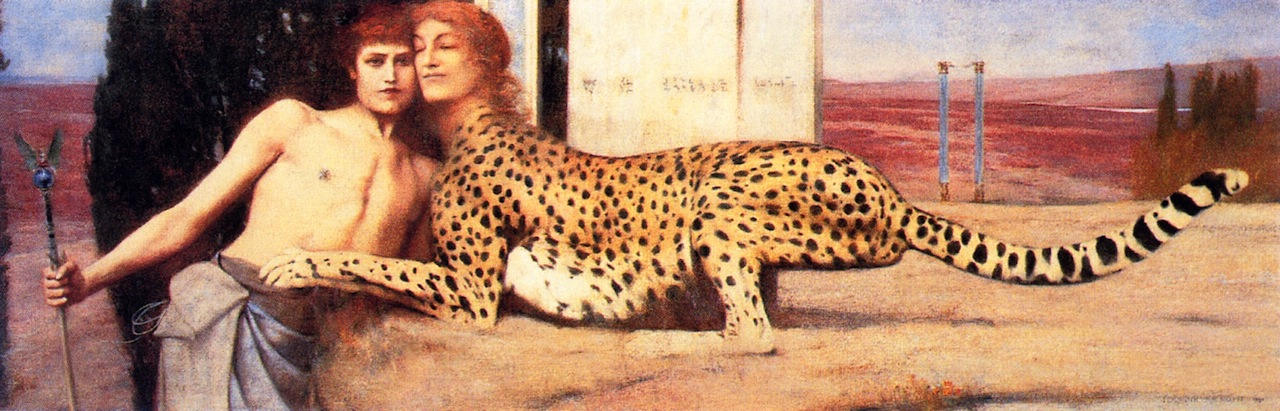
Fernand Khnopff: A Szfinx

### Képzőművészet
- Tiziano Vecellio Bacchus és Ariadné (1523) című képén Isten szekerét gepárdok húzzák (melyet a reneszánsz Olaszországban vadászállatként tartottak).
- George Stubbs Gepárd két indiai szolgálóval és egy szarvasbikával (1764–1765) című képe a gepárdot szintén vadászállatként mutatja be. Az állatokat III. György brit királynak Madrász (Csennai) angol kormányzója, Sir George Pigot ajándékozta.
- A Szfinx (1896) című festmény a belga szimbolista festő, Fernand Khnopff (1858–1921) műve, amely Oidipus és a Szfinx mítoszát meséli el. Egy nőfejű és gepárdtestű lényt ábrázol (gyakran hibásan leopárdként azonosítják).

## Fordítás
- Ez a szócikk részben vagy egészben  a   Cheetah című angol Wikipédia-szócikk ezen változatának fordításán alapul.  Az eredeti cikk szerkesztőit annak laptörténete sorolja fel. Ez a jelzés csupán a megfogalmazás eredetét és a szerzői jogokat jelzi, nem szolgál a cikkben szereplő információk forrásmegjelöléseként.